# Wiggins (Mississippi)
Wiggins è una città (city) degli Stati Uniti d'America, capoluogo della contea di Stone, nello Stato del Mississippi.